# Effetto di mera esposizione
L'effetto di mera esposizione (mere-exposure effect) è un fenomeno psicologico per cui le persone tendono a sviluppare una preferenza per le cose semplicemente perché hanno familiarità con esse. In psicologia sociale, questo effetto è talvolta chiamato principio di familiarità. L'effetto è stato dimostrato con molti tipi di cose, tra cui parole, caratteri cinesi, dipinti, immagini di volti, figure geometriche e suoni. Negli studi sull'attrazione interpersonale, quanto più spesso qualcuno vede una persona, tanto più piacevole e simpatica trova quella persona.

## Ricerca
Gustav Fechner condusse la prima ricerca conosciuta sull'effetto nel 1876. Anche Edward B. Titchener documentò l'effetto e descrisse il "bagliore di calore" sentito in presenza di qualcosa di familiare; tuttavia, la sua ipotesi fu respinta quando i risultati mostrarono che l'aumento di preferenza per gli oggetti non dipendeva da quanto le persone ritenevano soggettivamente che quanto fossero familiari gli oggetti. Il rifiuto dell'ipotesi di Titchener ha stimolato ulteriori ricerche e lo sviluppo della teoria attuale.
Lo studioso più noto per aver sviluppato l'effetto della mera esposizione è Robert Zajonc. Prima di condurre la sua ricerca, osservò che l'esposizione a un nuovo stimolo suscita inizialmente una risposta di paura o evitamento in tutti gli organismi. Ogni successiva esposizione al nuovo stimolo provoca meno paura e più interesse per l'organismo che osserva. Dopo un'esposizione ripetuta, quest'ultimo inizierà a reagire con affetto allo stesso stimolo. Questa osservazione ha portato alla ricerca e allo sviluppo dell'effetto di mera esposizione.

### Zajonc (anni '60 - anni '90)
Negli anni '60, una serie di esperimenti in laboratorio di Robert Zajonc dimostrò che la semplice esposizione dei soggetti a uno stimolo familiare li portava a valutarlo in modo più positivo rispetto ad altri stimoli simili che non erano stati presentati prima. Per prima cosa, Zajonc esaminò il linguaggio e la frequenza delle parole usate, scoprendo che le parole complessivamente positive sono state usate più delle loro controparti negative. Successivamente, notò risultati simili per una varietà di stimoli, come poligoni, disegni, fotografie di espressioni, parole senza senso e idiografie, usando come riferimento una varietà di procedure, come gradimento, piacevolezza e misure a scelta forzata.
Nel 1980, Zajonc ha proposto l'ipotesi del primato affettivo: che le reazioni affettive (come il gradimento) possono essere "suscitate con un input di stimolo minimo". Attraverso esperimenti di mera esposizione, Zajonc ha cercato di fornire prove per l'ipotesi del primato affettivo, vale a dire che i giudizi affettivi sono espressi senza precedenti processi cognitivi. Ha testato questa ipotesi presentando stimoli ripetuti ai partecipanti a soglie subottimali tali da non mostrare, consciamente, consapevolezza o riconoscimento degli stimoli ripetuti (alla domanda se avevano visto l'immagine, le risposte risultavano casuali), ma continuando a evidenziare la presenza di pregiudizi affettivi nei confronti degli stimoli esposti ripetutamente. Zajonc confrontò poi i risultati dei soggetti esposti più a lungo agli stessi stimoli, in grado di attivare la consapevolezza cosciente, con i soggetti esposti a stimoli mostrati così brevemente da non attivare la coscienza, scoprendo che i secondi apprezzarono più rapidamente gli stimoli rispetto ai primi, che avevano avuto tempo per reagire coscientemente.
Un esperimento per testare l'effetto della mera esposizione ha utilizzato uova di gallina fertili. L'esperimento prevedeva di riprodurre toni di due diverse frequenze su vari gruppi di pulcini mentre erano ancora non schiusi. Una volta schiusi, venivano suonati tutti i toni su tutti i gruppi di pulcini. Si osservò che ogni gruppo di pulcini preferiva il tono che era stato suonato quando erano ancora dentro le uova.
Per un altro esperimento, due gruppi di persone sono stati esposti brevemente a dei caratteri cinesi. È stato quindi detto loro che questi simboli rappresentavano aggettivi al che dovettero valutare se i simboli avessero connotazioni positive o negative. I simboli che i soggetti avevano visto in precedenza sono stati valutati regolarmente in modo più positivo rispetto agli altri. In un esperimento simile, alle persone non è stato chiesto di valutare le connotazioni dei simboli, ma di descrivere il loro stato d'animo dopo l'esperimento. I membri del gruppo esposti ripetutamente a determinati caratteri hanno riferito di essere di umore migliore rispetto a quelli senza.
In un'altra variazione, ai soggetti veniva mostrata un'immagine su un tachistoscopio per una durata molto breve che non poteva essere percepita consapevolmente. Questa esposizione subliminale ha prodotto lo stesso effetto, anche se è importante notare che è improbabile che si verifichino effetti subliminali senza condizioni di laboratorio controllate.
Secondo Zajonc, l'effetto della mera esposizione può avvenire senza cognizione cosciente e "le preferenze non hanno bisogno di inferenze". Questa affermazione ha stimolato molte ricerche sulla relazione tra cognizione e affetto. Zajonc spiega che se le preferenze (o gli atteggiamenti) fossero basati semplicemente su unità informative con affetto ad esse collegato, allora la persuasione sarebbe abbastanza semplice. Sostiene che non è così: tali semplici tattiche di persuasione hanno fallito miseramente. Zajonc afferma che le risposte affettive agli stimoli accadono molto più rapidamente delle risposte cognitive e che queste risposte sono spesso formulate con molta più sicurezza. Afferma che il pensiero (cognizione) e il sentimento (affetto) sono distinti, e che la cognizione non è esente da affetto, né l'affetto è libero da cognizione: che «la forma di esperienza che siamo venuti a chiamare sentimento accompagna tutte le cognizioni, che sorge all'inizio del processo di registrazione e recupero, anche se debolmente e vagamente, e che derivi da un sistema parallelo, separato e in parte indipendente nell'organismo".
Secondo Zajonc, non esiste alcuna prova empirica che la cognizione sia presente in ogni forma di processo decisionale. Sebbene questo sia un presupposto comune, Zajonc sostiene che è più probabile che le decisioni vengano prese con poca o nessuna cognizione. Equipara il decidere su qualcosa con il fatto che quel qualcosa piaccia, il che significa che spesso la cognizione agisce nel razionalizzare una decisione piuttosto che nel prenderla. In altre parole, prima vengono espressi giudizi, e successivamente si cerca di giustificarli con la razionalizzazione.

### Goetzinger (1968)
Charles Goetzinger condusse un esperimento utilizzando l'effetto di mera esposizione sulla sua classe presso l'Università statale dell'Oregon. Goetzinger fece venire in classe uno studente in una grande borsa nera con solo i suoi piedi visibili. La borsa nera era su un tavolo in fondo all'aula. L'esperimento di Goetzinger consisteva nell'osservare se gli studenti avrebbero trattato la borsa nera secondo l'effetto proposto da Zajonc. La sua ipotesi è stata confermata. Gli studenti della classe hanno prima trattato la borsa nera con ostilità, che nel tempo si è trasformata in curiosità e infine amicizia. Questo esperimento conferma l'effetto di mera esposizione di Zajonc, semplicemente presentando la borsa nera più e più volte agli studenti i loro atteggiamenti sono stati cambiati, o come afferma Zajonc "la mera esposizione ripetuta dell'individuo a uno stimolo è una condizione sufficiente per il miglioramento del suo atteggiamento nei suoi confronti".

### Bornstein (1989)
Una meta-analisi di 208 esperimenti ha rilevato che l'effetto della mera esposizione è robusto e attendibile, con una dimensione dell'effetto di r = 0,26. Questa analisi ha rilevato che l'effetto è più forte quando gli stimoli non familiari vengono presentati brevemente. La semplice esposizione in genere raggiunge il suo massimo effetto entro 10-20 presentazioni e alcuni studi mostrano persino che il gradimento può diminuire dopo una serie più lunga di esposizioni. Ad esempio, alle persone generalmente piace di più una canzone dopo averla ascoltata alcune volte, ma molte ripetizioni dell'ascolto possono ridurre questa preferenza. Un ritardo tra l'esposizione e la misurazione del gradimento tende effettivamente ad aumentare la forza dell'effetto. L'effetto è più debole sui bambini e per i disegni e i dipinti rispetto ad altri tipi di stimoli. Un esperimento di psicologia sociale ha mostrato che l'esposizione a persone inizialmente sgradite le fa detestare ancora di più.

### Zola-Morgan (2001)
A sostegno dell'affermazione di Zajonc secondo cui l'affetto non ha bisogno della cognizione per manifestarsi, Zola-Morgan condusse esperimenti su scimmie con lesioni all'amigdala, cioè la struttura cerebrale che risponde agli stimoli affettivi. Nei suoi esperimenti, Zola-Morgan ha dimostrato che le lesioni all'amigdala compromettono il funzionamento affettivo, ma non i processi cognitivi. Tuttavia, le lesioni nell'ippocampo (la struttura responsabile della memoria) compromettono le funzioni cognitive ma lasciano le risposte emotive completamente funzionali.

## Applicazioni

### Pubblicità
L'applicazione più ovvia dell'effetto di mera esposizione è nella pubblicità, anche se la ricerca sulla sua efficacia nell'aumentare il gradimento dei consumatori nei confronti di una data azienda o prodotto ha dato risultati contrastanti. Uno studio ha testato l'effetto con annunci banner su un computer; venne chiesto a studenti universitari di leggere un articolo sul computer mentre lampeggiavano degli annunci in cima allo schermo. I risultati mostrarono che ogni gruppo esposto all'annuncio "di prova" lo giudicò in modo più favorevole rispetto agli annunci a cui era stato esposto meno o per niente; questo risultato è quindi a supporto dell'effetto di mera esposizione.
Un altro studio mostrò come alti livelli di esposizione nei media sono associati a una reputazione peggiore per le aziend, anche quando l'esposizione è perlopiù positiva. Un successiva review della ricerca concluse che l'esposizione porta a ambivalenza perché comprende un grande numero di associazioni, che tendono ad essere sia gradite sia sgradite. L'esposizione è più probabilmente positiva quando l'azienda o il prodotto è nuovo o poco familiare per i consumatori, sebbene un livello "ottimale" di esposizione a una pubblicità possa non esistere. In un terzo studio, gli sperimentatori presentarono i consumatori con immagini emozionali. A un gruppo di consumatori assetati venne fatta vedere una faccia felice prima che fosse data loro una bevanda, mentre a un secondo gruppo la faccia era sgradevole. Il primo gruppo comprò più bevande ed era disposto a spendere di più rispetto all'altro gruppo. Questo studio avvalora l'affermazione di Zajonc secondo cui le scelte non hanno bisogno di cognizione: chi compra sceglie spesso cosa gli "piace" invece di quello di cui sono stati coscienti.
Nel mondo della pubblicità, l'effetto di mera esposizione suggerisce che i consumatori non hanno bisogno di conoscere le pubblicità: la semplice ripetizione è sufficiente per lasciarne una "traccia nella memoria" nella mente del consumatore e influenzare inconsciamente il loro comportamento di consumo. Uno studioso spiega questa relazione come segue: "le tendenze di approccio create dalla mera esposizione possono essere preattitudinali, nel senso che non richiedono il tipo di elaborazione deliberata che è necessaria per formare l'atteggiamento delle marche".

### Altri ambiti
L'effetto di mera esposizione esiste nella maggior parte delle aree del processo decisionale umano. Per esempio, molti operatori di borsa tendono a investire in titoli di società nazionali solo perché hanno più familiarità con essi, anche se i mercati internazionali offrono alternative simili o migliori. L'effetto di mera esposizione distorce anche i risultati dei sondaggi sulla classificazione delle riviste; gli accademici che hanno precedentemente pubblicato o fatto da revisori per una particolare rivista accademica la valutano fortemente meglio di quelli che non l'hanno fatto. Ci sono risultati contrastanti sulla questione se la mera esposizione possa promuovere buone relazioni tra diversi gruppi sociali. Quando i gruppi hanno già atteggiamenti negativi gli uni verso gli altri, un'ulteriore esposizione può aumentare l'ostilità. Un'analisi statistica dei modelli di voto ha trovato che l'esposizione di un candidato ha un forte effetto sul numero di voti che riceve, distinto dalla popolarità delle sue politiche.